# Dohar
Dohār är en ort i Bangladesh.   Den ligger i provinsen Dhaka, i den centrala delen av landet, 30 km väster om huvudstaden Dhaka. Dohār ligger 14 meter över havet och antalet invånare är 45 543.
Terrängen runt Dohār är mycket platt. Det finns inga andra samhällen i närheten.
Trakten runt Dohār består till största delen av jordbruksmark. Runt Dohār är det mycket tätbefolkat, med 6 019 invånare per kvadratkilometer.